# Lima Laras
Lima Laras is een bestuurslaag in het regentschap Batu Bara van de provincie Noord-Sumatra, Indonesië. Lima Laras telt 3958 inwoners (volkstelling 2010).